# Caroline Costello
Caroline Costello ist eine irische Richterin und Rechtsanwältin. Seit 2024 ist sie Präsidentin des Court of Appeal. 

## Leben
Caroline Costello, ist die Tochter von Declan Costello und Enkelin von John A. Costello. Sie schloss ihr Studium der klassischen und Kulturwissenschaften im Jahr 1982 mit dem Bachelor ab. Sie ergänzte ihre Studien an der Oxford University. Im Anschluss daran folgte ihre Ausbildung am King’s Inns. 1988 wurde sie zur Rechtsanwaltschaft als Barrister zugelassen. 2010 wurde sie Senior Counsel.
Der Schwerpunkt ihrer Tätigkeit war das Wirtschafts-, Bank- und Insolvenzrecht. 
2014 wurde sie zur Richterin am High Court ernannt. 2018 wechselte sie zum Court of Appeal. Am 24. Juli 2024 wurde sie zur Präsidentin des Court of Appeal ernannt. In dieser Funktion ist sie auch ex officio Richterin am Supreme Court.